# Métal valve
 (janvier 2022).
Si vous disposez d'ouvrages ou d'articles de référence ou si vous connaissez des sites web de qualité traitant du thème abordé ici, merci de compléter l'article en donnant les références utiles à sa vérifiabilité et en les liant à la section « Notes et références ».
En électrochimie, un métal valve est un métal qui ne permet le passage du courant dans une pile ou un accumulateur que dans un sens. Un métal valve ne peut être utilisé dans une cellule électrochimique que comme cathode, parce que s'il est utilisé en anode il se forme un film isolant d'oxyde[source insuffisante]. L'aluminium, le titane, le tantale et le niobium sont des métaux valves.